# Archimede
Archimede di Siracusa (in greco antico: Ἀρχιμήδης?, Archimédēs; Siracusa, 287 a.C. circa – Siracusa, 212 a.C.) è stato un matematico, fisico e inventore siceliota.
Considerato come uno dei più grandi scienziati e matematici della storia, contribuì ad aumentare la conoscenza in settori che spaziano dalla geometria all'idrostatica, dall'ottica alla meccanica: fu in grado di calcolare la superficie e il volume della sfera e formulò le leggi che regolano il galleggiamento dei corpi; in campo ingegneristico, scoprì e sfruttò i principi di funzionamento delle leve e il suo stesso nome è associato a numerose macchine e dispositivi, come la vite di Archimede, a dimostrazione della sua capacità inventiva. Circondate ancora da un alone di mistero sono invece le macchine da guerra che Archimede avrebbe preparato per difendere Siracusa dall'assedio romano.
La sua vita è ricordata attraverso numerosi aneddoti, talvolta di origine incerta, che hanno contribuito a costruire la figura dello scienziato nell'immaginario collettivo. È rimasta celebre nei secoli, ad esempio, l'esclamazione èureka! (εὕρηκα! - ho trovato!) a lui attribuita dopo la scoperta del principio sul galleggiamento dei corpi che ancora oggi porta il suo nome.

## Biografia

### Elementi storici

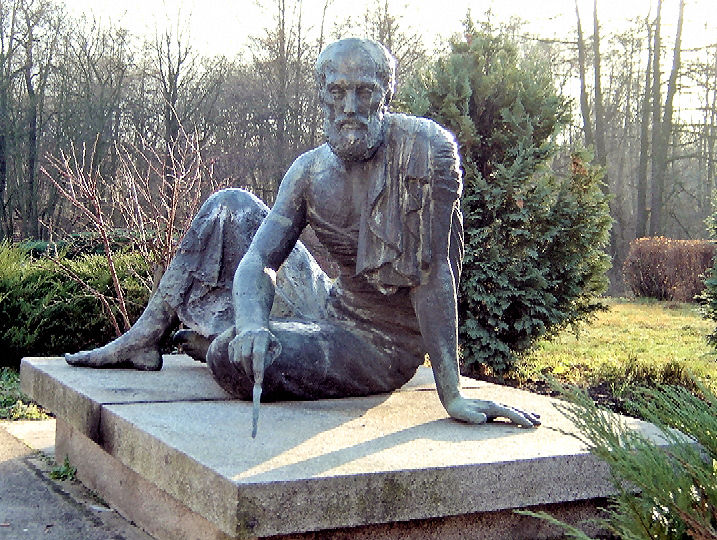
Statua di Archimede al Treptower Park di Berlino

Si hanno pochi dati certi sulla sua vita, ma tutte le fonti concordano sul fatto che egli fosse siracusano e che sia stato ucciso durante il sacco romano di Siracusa del 212 a.C. Vi è inoltre la notizia, tramandata da Diodoro Siculo, che abbia soggiornato in Egitto e che proprio ad Alessandria d'Egitto abbia stretto amicizia con il matematico e astronomo Conone di Samo. Molto probabilmente non fu davvero così: lo scienziato sarebbe voluto entrare in contatto con gli eruditi dell'epoca appartenenti alla scuola di Alessandria, ai quali inviò molti suoi scritti. Durante questo ipotetico soggiorno, Archimede avrebbe inventato la "vite idraulica".
L'unica cosa certa è che egli fu veramente in contatto con Conone (come si evince dal rimpianto per la sua morte espresso in alcune opere) che però potrebbe aver conosciuto in Sicilia. Tenne corrispondenza con vari scienziati di Alessandria, tra cui Eratostene, al quale dedicò il trattato Il metodo e Dositeo. Un esempio valido pervenutoci sulla collaborazione tra lo scienziato e gli alessandrini è la lettera di premessa al trattato Sulle spirali.
Secondo Plutarco era imparentato con il monarca Gerone II. La tesi è controversa ma trova riscontro nella stretta amicizia e stima che, anche secondo altri autori, li legava. La data di nascita non è certa. Viene di solito accettata quella del 287 a.C., sulla base dell'informazione, riferita dall'erudito bizantino Giovanni Tzetzes, che fosse morto all'età di settantacinque anni. Non si sa però se Tzetzes si basasse su fonti attendibili ora perdute o avesse solo tentato di quantificare il dato, riportato da vari autori, che Archimede fosse vecchio al momento dell'uccisione. L'ipotesi che fosse figlio di un astronomo siracusano di nome Fidia (altrimenti sconosciuto) è basata sulla ricostruzione di una frase di Archimede effettuata dal filologo Friedrich Blass, contenuta nell'Arenario, che nei manoscritti era giunta corrotta e priva di senso. Se questa ipotesi è corretta, si può pensare che abbia ereditato dal padre l'amore per le scienze esatte.

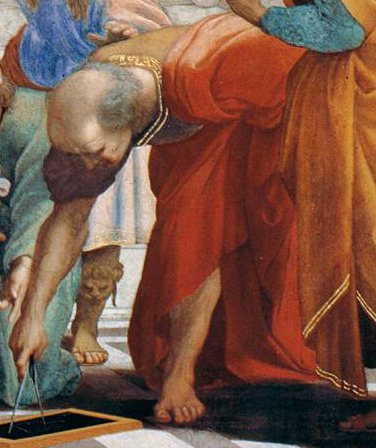
Archimede intento a studiare la geometria in un particolare de La scuola di Atene di Raffaello; ha le sembianze di Donato Bramante. Per alcuni storici questa figura corrisponderebbe però ad Euclide.

Dalle opere conservate e dalle testimonianze si sa che si occupò di tutte le branche delle scienze a lui contemporanee (aritmetica, geometria piana e solida, meccanica, ottica, idrostatica, astronomia, ecc.) e di varie applicazioni tecnologiche.
Polibio, Tito Livio e Plutarco riferiscono che durante la seconda guerra punica, su richiesta di Gerone II, si dedicò (a detta di Plutarco con minore entusiasmo ma secondo tutti e tre con grandi successi) alla realizzazione di macchine belliche che aiutassero la sua città a difendersi dall'attacco di Roma. Plutarco racconta che, contro le legioni e la potente flotta di Roma, Siracusa disponeva di poche migliaia di uomini e del genio di un vecchio; le macchine di Archimede avrebbero scagliato massi ciclopici e una tempesta di ferro contro le sessanta imponenti quinqueremi di Marco Claudio Marcello. Fu ucciso nel 212 a.C., durante il sacco di Siracusa. Secondo la tradizione l'uccisore sarebbe stato un soldato romano che, non avendolo riconosciuto, non avrebbe eseguito l'ordine di catturarlo vivo.
Archimede godeva di grande stima sia nel suo Paese, infatti era un riferimento per re Gerone, sia ad Alessandria d'Egitto, dove intratteneva una corrispondenza con i più illustri matematici del suo tempo, sia tra i Romani, tant'è che secondo la leggenda era stato ordinato di catturarlo vivo (invece fu ucciso). Il comandante romano fece costruire una tomba in suo onore.
La figura di Archimede affascinò i suoi contemporanei al punto che nel tempo le vicende biografiche si sono fittamente intrecciate alle leggende ed è tuttora difficile distinguere gli elementi di finzione dalla realtà storica. Alla mancanza di testimonianze si aggiunge anche il fatto che Archimede scrisse solo opere di carattere teorico e speculativo.

### Due celebri aneddoti
(Archimede)

La soluzione di Archimede al problema della corona d'oro

Nell'immaginario collettivo Archimede è indissolubilmente legato a due aneddoti. Vitruvio racconta che avrebbe iniziato a occuparsi di idrostatica perché il sovrano Gerone II gli aveva chiesto di determinare se una corona fosse stata realizzata in oro puro oppure utilizzando (all'interno della corona) altri metalli. Egli avrebbe scoperto come risolvere il problema mentre faceva un bagno, notando che immergendosi nell'acqua si verificava l'innalzamento del suo livello. L'osservazione l'avrebbe reso così felice che sarebbe uscito nudo di casa e avrebbe corso per le strade di Siracusa esclamando "εὕρηκα" (èureka!, ho trovato!). Se non fossimo stati a conoscenza del trattato Sui corpi galleggianti, non avremmo potuto dedurre il livello dell'idrostatica archimedea dal racconto vitruviano.
Vitruvio riferisce che il problema sarebbe stato risolto misurando i volumi della corona e di un uguale peso d'oro immergendoli in un recipiente colmo d'acqua e misurando l'acqua traboccata. Si tratta però di un procedimento poco plausibile, sia perché comporta un errore troppo grande, sia perché non ha alcuna relazione con l'idrostatica sviluppata da Archimede. Secondo una ricostruzione più attendibile, attestata nella tarda antichità, Archimede aveva suggerito di pesare la corona e un quantitativo di oro uguale in peso immersi entrambi in acqua. Se la corona fosse stata d'oro puro la bilancia sarebbe stata in equilibrio. Poiché invece la bilancia si abbassò dalla parte dell'oro, si poté dedurre che, essendo pari i pesi, la corona aveva subito una spinta idrostatica verso l'alto maggiore, quindi doveva avere un maggiore volume, il che implicava che doveva essere stata fabbricata impiegando anche altri metalli, in quanto tali metalli (come per esempio l'argento) avevano densità minore dell'oro.
Secondo un altro aneddoto altrettanto famoso Archimede (o Gerone) sarebbe riuscito a spostare una nave grazie a una macchina da lui inventata. Esaltato dalla capacità di costruire macchine che potessero spostare grandi pesi con piccole forze, in questa o in un'altra occasione avrebbe esclamato: “Datemi un punto d'appoggio e solleverò la Terra”. La frase (δῶς μοι πᾶ στῶ καὶ τὰν γᾶν κινάσω) è riportata, con piccole varianti, da vari autori, tra i quali Pappo di Alessandria e Simplicio.

### Leggende sulla morte
(Plutarco, Vita di Marcello, 19, 9)

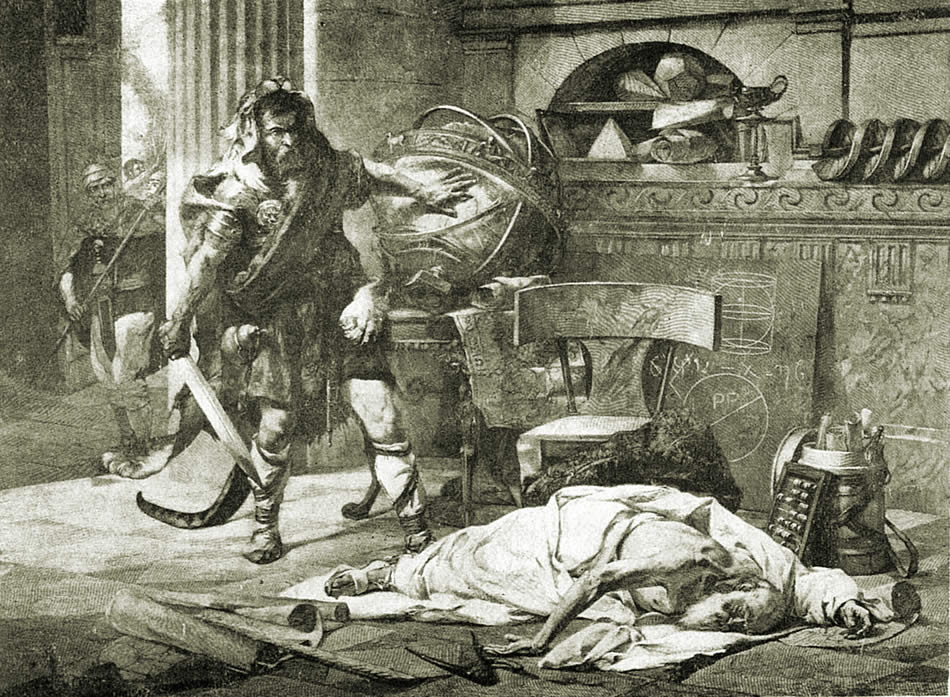
La morte di Archimede

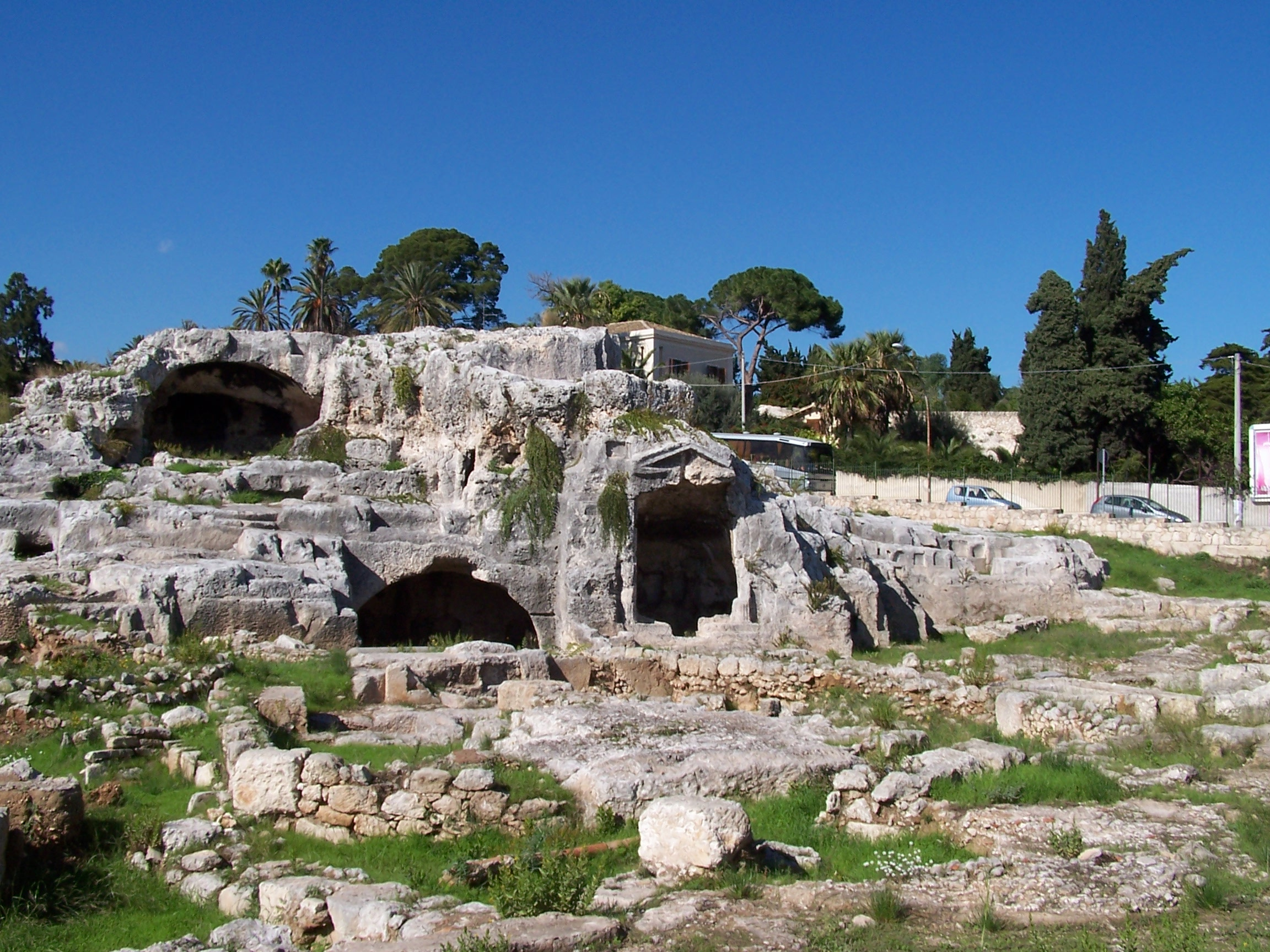
Presunta tomba di Archimede a Siracusa

La leggenda ha tramandato ai posteri anche le ultime parole di Archimede, rivolte al soldato che stava per ucciderlo: «noli, obsecro, istum disturbare» (non rovinare, ti prego, questo disegno). Plutarco, dal canto suo, narra tre differenti versioni della morte di Archimede.
Nella prima afferma che un soldato romano avrebbe intimato ad Archimede di seguirlo da Marcello; al suo rifiuto il soldato lo avrebbe ucciso.
Nella seconda un soldato romano si sarebbe presentato per uccidere Archimede e quest'ultimo lo avrebbe pregato invano di lasciargli terminare la dimostrazione nella quale era impegnato.
Nella terza, dei soldati avrebbero incontrato Archimede mentre portava a Marcello alcuni strumenti scientifici, meridiane, sfere e squadre, in una cassetta; pensando che la cassetta contenesse oro, i soldati lo avrebbero ucciso per impadronirsene.
Secondo Tito Livio e Plutarco, Marco Claudio Marcello, che avrebbe conosciuto e apprezzato l'immenso valore del genio di Archimede e forse avrebbe voluto utilizzarlo al servizio della Repubblica, sarebbe stato profondamente addolorato per la sua morte. Questi autori raccontano che fece dare onorevole sepoltura allo scienziato. Ciò non è però riferito da Polibio, che è considerato fonte più autorevole sull'assedio e il saccheggio di Siracusa.
Marco Tullio Cicerone racconta di avere scoperto la tomba di Archimede grazie a una sfera inscritta in un cilindro, che vi sarebbe stata scolpita in ottemperanza alla volontà dello scienziato.
(Cicerone, Tusculanae disputationes V 23, 64-66)

## Archimede ingegnere e inventore

### Ordigni bellici

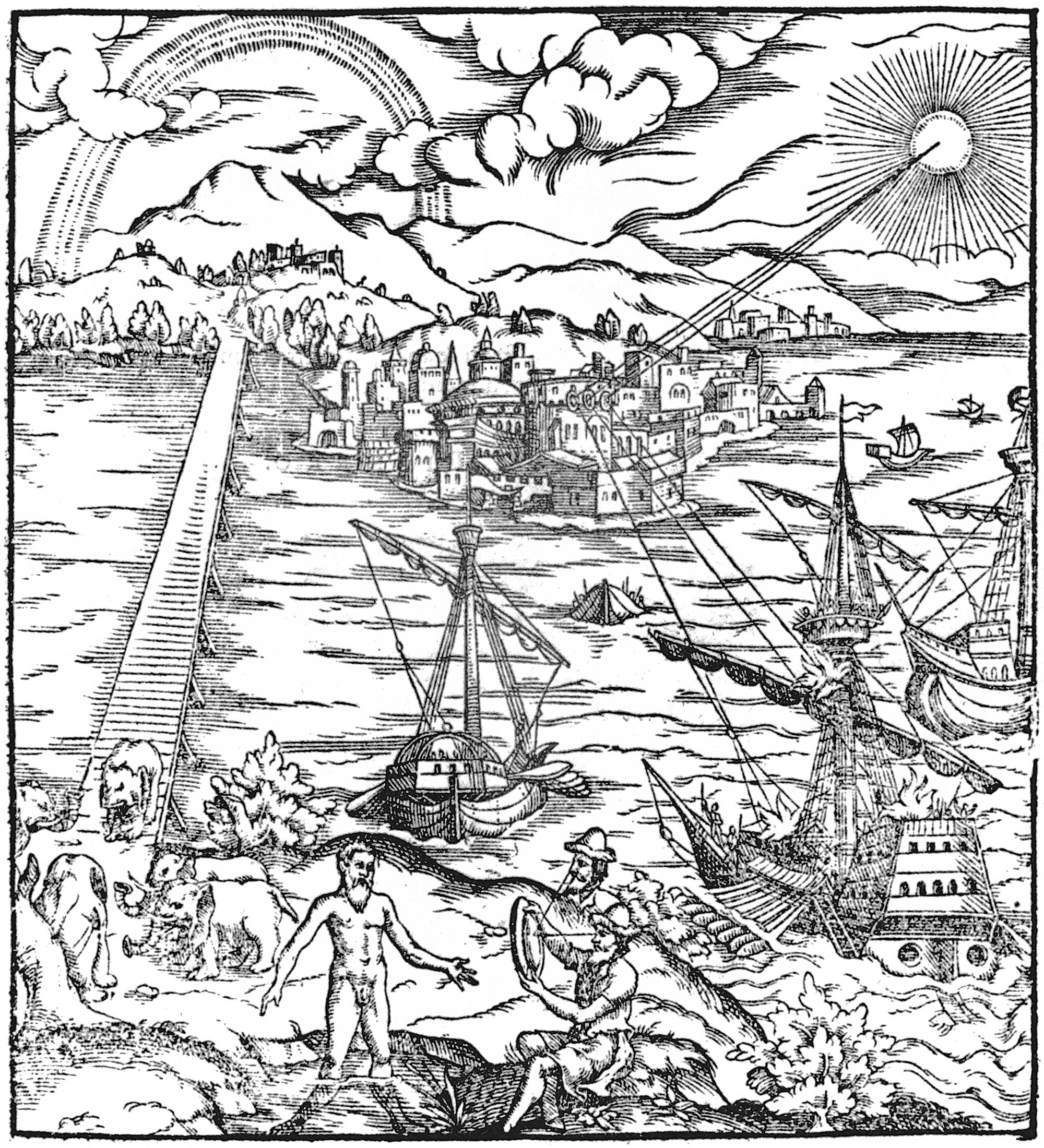
Stampa che riproduce l'uso degli specchi ustori durante l'assedio romano a Siracusa

Archimede di Siracusa deve gran parte della popolarità al suo contributo alla difesa di Siracusa contro l'assedio romano durante la seconda guerra punica. Polibio, Tito Livio e Plutarco descrivono macchine belliche di sua invenzione, tra cui la manus ferrea, artiglio meccanico in grado di ribaltare le imbarcazioni nemiche e armi da getto da lui perfezionate.
Nel II secolo lo scrittore Luciano di Samosata riportò che durante l'assedio di Siracusa (circa 214-212 a.C.), Archimede distrusse le navi nemiche con il fuoco. Secoli dopo, Antemio di Tralle menziona delle "lenti con il fuoco" come armi progettate da Archimede. Lo strumento, chiamato "specchi ustori di Archimede", fu progettato con lo scopo di concentrare la luce solare sulle navi che si avvicinavano, causando loro incendi.
Questa ipotetica arma fu oggetto di dibattiti sulla sua veridicità fin dal Rinascimento. René Descartes la ritenne falsa, mentre i ricercatori moderni hanno tentato di ricreare l'effetto usando i soli mezzi disponibili ad Archimede. È stato ipotizzato che una vasta schiera di scudi di bronzo o rame lucidati fossero stati impiegati come specchi per concentrare la luce solare su una nave. Questo avrebbe utilizzato il principio della riflessione parabolica in un modo simile a una fornace solare.
Un esperimento per testare gli specchi ustori di Archimede fu effettuato nel 1973 dallo scienziato greco Ioannis Sakkas. L'esperimento ha avuto luogo presso la base navale di Skaramagas, fuori Atene. In questa occasione sono stati utilizzati 70 specchi, ciascuno con un rivestimento di rame e con una dimensione di circa 1 metro e mezzo. Gli specchi sono stati puntati su una riproduzione realizzata in compensato di una nave da guerra romana a una distanza di circa 50 m. Quando gli specchi hanno concentrato i raggi solari con precisione la nave ha preso fuoco in pochi secondi. Il modello aveva un rivestimento di vernice di catrame che può aver aiutato la combustione. Un rivestimento tale sarebbe stato comune sulle navi di quell'epoca.

### LaSiracusia
Moschione, in un'opera di cui Ateneo riporta ampi stralci, descrive una nave immensa voluta dal re Gerone II e costruita da Archia di Corinto con la supervisione di Archimede. L'imbarcazione, la più imponente dell'antichità, fu chiamata Siracusia. Il nome fu cambiato in quello di Alessandria quando fu inviata in regalo al re Tolomeo III d'Egitto assieme a un carico di grano, per dimostrare la ricchezza della città siciliana. Per questa barca, Archimede adottò uno strumento, la coclea, che permetteva di pompare l'acqua al di fuori delle stive, mantenendole asciutte.

### Orologio ad acqua
Un manoscritto arabo contiene la descrizione di un ingegnoso orologio ad acqua progettato da Archimede. Nell'orologio il flusso dell'acqua uscente era mantenuto costante grazie all'introduzione di una valvola galleggiante.
L'orologio era costituito da due vasche, una sopraelevata rispetto all'altra. La più alta era dotata di un rubinetto che erogava un flusso costante di acqua nella vasca sottostante.
Sopra la vasca inferiore era posto un asse girevole al quale era arrotolato un filo alle cui estremità erano legate una piccola pietra e un galleggiante.
All'inizio della giornata la vasca inferiore doveva essere vuota e il filo veniva tirato giù affinché il galleggiante toccasse il fondo e la pietra salisse in cima.
Aprendo il rubinetto la vasca inferiore cominciava a riempirsi sollevando il galleggiante e facendo abbassare la pietra. La lunghezza del filo e il flusso dell'acqua erano calibrati in modo che fossero le 12 quando il galleggiante si trovava all'altezza della pietra e le 6 del pomeriggio quando la pietra era sul fondo.
Archimede si pose il problema di mantenere costante il flusso dal rubinetto: infatti, svuotandosi la vasca superiore, si riduceva la pressione dell'acqua e il flusso diminuiva. Allora aggiunse, più in alto delle prime due una terza vasca che, tramite un galleggiante riempiva la seconda per mantenere costante il livello e dunque la pressione con cui l'acqua fuoriusciva dal rubinetto.
Un merito che oggi viene riconosciuto ad Archimede è anche quello di essere stato il primo a interpretare il tempo come una grandezza fisica analizzabile con gli strumenti matematici usati per le grandezze geometriche (ad esempio nel trattato Sulle spirali rappresenta intervalli di tempo con segmenti e applica loro la teoria delle proporzioni di Euclide).

### Invenzioni meccaniche

Il principio del sollevamento della vite di Archimede

Ateneo di Naucrati, Plutarco e Proclo raccontano che Archimede aveva progettato una macchina con la quale un solo uomo poteva spostare una nave con equipaggio e carico. In Ateneo l'episodio è riferito al varo della Siracusia, mentre Plutarco parla di un esperimento dimostrativo, eseguito per mostrare al sovrano le possibilità della meccanica. Questi racconti contengono indubbiamente dell'esagerazione, ma il fatto che Archimede avesse sviluppato la teoria meccanica che permetteva la costruzione di macchine con elevato vantaggio meccanico assicura che fossero nati da una base reale.
Secondo le testimonianze di Ateneo e Diodoro Siculo egli aveva inventato quel meccanismo per il pompaggio dell'acqua, impiegato per l'irrigazione dei campi coltivati, noto come vite di Archimede.
(Galileo Galilei, Mecaniche)
Lo storico della tecnologia Andre W. Sleeswyk ha attribuito ad Archimede anche l'odometro, descritto da Marco Vitruvio Pollione.
L'Architronito, descritto da Leonardo da Vinci, era un cannone a vapore la cui invenzione fa risalire ad Archimede di Siracusa attorno al 200 a.C. Si pensa che la macchina fu usata nell'assedio di Siracusa nel 212 a.C. e nel 49 a.C. come attesta Giulio Cesare durante l'assedio di Marsiglia.

### Il planetario

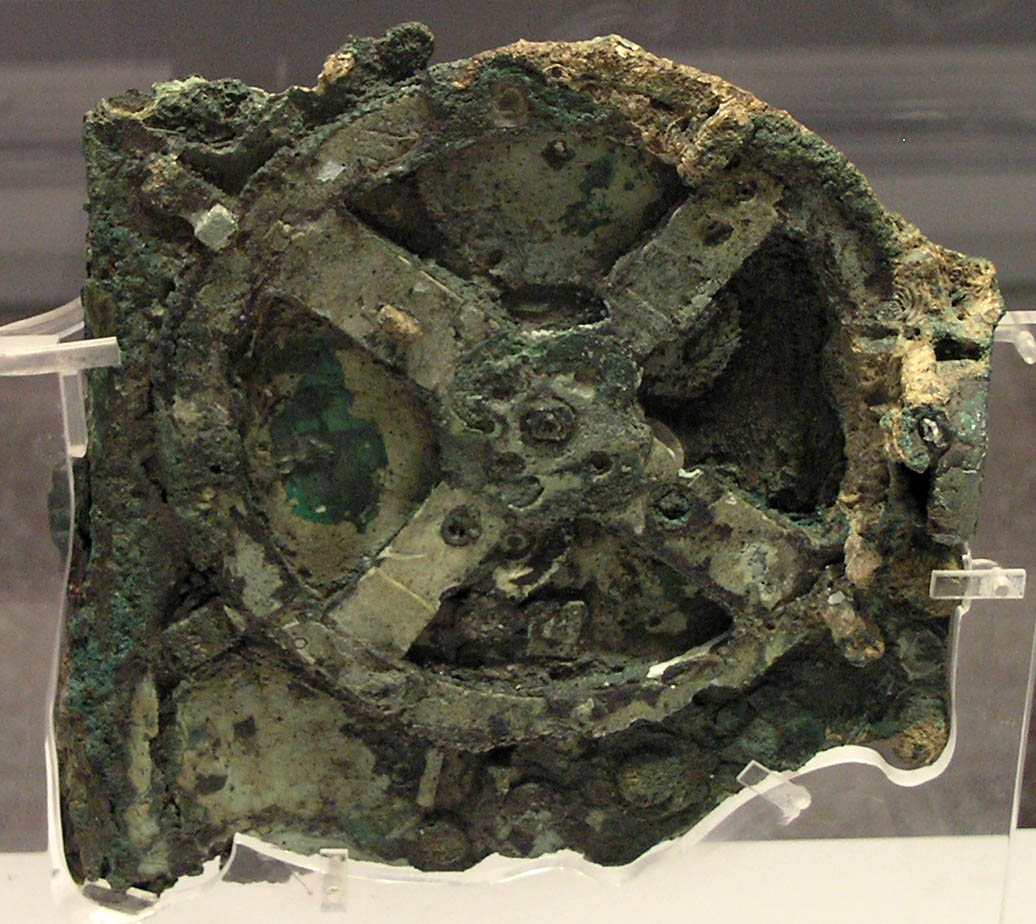
La macchina di Anticitera

Una delle realizzazioni di Archimede più ammirate nell'antichità fu il planetario. Le migliori informazioni su questo marchingegno sono fornite da Cicerone, il quale scrive che nell'anno 212 a.C., quando Siracusa fu saccheggiata dalle truppe romane, il console Marco Claudio Marcello portò a Roma un apparecchio costruito da Archimede che riproduceva su una sfera la volta del cielo e un altro che prediceva il moto apparente del sole, della luna e dei pianeti, equivalente quindi a una moderna sfera armillare. Cicerone, riferendo le impressioni di Gaio Sulpicio Gallo che aveva potuto osservare lo straordinario oggetto, sottolinea come il genio di Archimede fosse riuscito a generare i moti dei pianeti, tra loro tanto diversi, a partire da un'unica rotazione. È noto grazie a Pappo di Alessandria che Archimede aveva descritto la costruzione del planetario nell'opera perduta Sulla Costruzione delle Sfere.
La scoperta della macchina di Anticitera, un dispositivo a ingranaggi che secondo alcune ricerche risale alla seconda metà del II sec. a.C., dimostrando quanto fossero elaborati i meccanismi costruiti per rappresentare il moto degli astri, ha riacceso l'interesse sul planetario di Archimede. Un ingranaggio identificabile come appartenuto al planetario di Archimede sarebbe stato rinvenuto nel luglio del 2006 a Olbia; gli studi sul reperto sono stati presentati al pubblico nel dicembre del 2008. Secondo una ricostruzione il planetario, che sarebbe passato ai discendenti del conquistatore di Siracusa, potrebbe essere andato perso nel sottosuolo di Olbia (probabile scalo del viaggio) prima del naufragio della nave che trasportava Marco Claudio Marcello in Numidia.
(Cicerone, Tusculanae disputationes I, 63)

### Misura del diametro della pupilla
Nell'Arenario (libro I, cap. 13), dopo aver accennato a un metodo per procedere alla misura angolare del Sole utilizzando un regolo graduato su cui posizionava un piccolo cilindro, Archimede nota che l'angolo così formatosi (vertice nell'occhio e rette tangenti ai bordi del cilindro e del Sole) non esprime una misura corretta in quanto non si conosce ancora la dimensione della pupilla. Posizionati quindi un secondo cilindro di diverso colore e collocato l'occhio in posizione più arretrata rispetto al termine del regolo, ottiene in questo modo con l'utilizzo del regolo il diametro medio della pupilla e, di conseguenza, una stima più precisa del diametro del Sole. La pur breve discussione in materia lascia presumere che in materia Archimede più che riferirsi agli scritti euclidei tenesse in questo caso conto anche degli studi di Erofilo di Calcedonia che alla composizione dell'occhio aveva dedicato diversi scritti, tutti interamenti perduti e noti soltanto per le citazioni che ne fa Galeno.

## Archimede matematico e fisico
I risultati scientifici di Archimede possono essere esposti descrivendo prima il contenuto delle opere conservate e poi le testimonianze sui lavori perduti.

### Opere conservate

#### La misura del cerchio

Metodo di quadratura del cerchio

Già nella Bibbia si suggeriva che il rapporto tra la semicirconferenza e il raggio fosse circa 3 e tale approssimazione era accettata universalmente.
Nel breve lavoro La misura del cerchio, Archimede dimostra anzitutto che un cerchio equivale a un triangolo con base di lunghezza eguale a quella della circonferenza e altezza di lunghezza uguale a quella del raggio. Tale risultato è ottenuto approssimando il cerchio, dall'interno e dall'esterno, con poligoni regolari inscritti e circoscritti. Con lo stesso procedimento Archimede espone un metodo con il quale può approssimare quanto più possibile il rapporto, che oggi s'indica con π, tra lunghezza di una circonferenza e diametro di un cerchio dato. Le stime ottenute limitano questo valore fra 22/7 (circa 3,1429) e 223/71 (circa 3,1408).

#### Quadratura della parabola

Procedimento per determinare il massimo triangolo inscritto

Nell'opera Quadratura della parabola (che Archimede dedica a Dositeo) è calcolata l'area di un segmento di parabola, figura delimitata da una parabola e una linea secante, non necessariamente ortogonale all'asse della parabola, trovando che vale i 4/3 dell'area del massimo triangolo in esso inscritto.
Si dimostra che il massimo triangolo inscritto può essere ottenuto mediante un determinato procedimento. Il segmento della secante compreso tra i due punti di intersezione è detto base del segmento di parabola. Si considerano le rette parallele all'asse della parabola passanti per gli estremi della base. Viene poi tracciata una terza retta parallela alle prime due e da loro equidistante.
L'intersezione di quest'ultima retta con la parabola determina il terzo vertice del triangolo. Sottraendo al segmento di parabola il massimo triangolo inscritto si ottengono due nuovi segmenti di parabola, nei quali si possono inscrivere due nuovi triangoli. Iterando il procedimento si riempie il segmento di parabola con infiniti triangoli.
L'area richiesta è ottenuta calcolando le aree dei triangoli e sommando gli infiniti termini ottenuti. Il passo finale si riduce alla somma della serie geometrica di ragione 1/4:
{\displaystyle \sum _{n=0}^{\infty }4^{-n}=1+4^{-1}+4^{-2}+4^{-3}+\cdots ={4 \over 3}\;.}
È questo il primo esempio conosciuto di somma di una serie. All'inizio dell'opera è introdotto quello che oggi è chiamato Assioma di Archimede.

Dimostrazione della quadratura della parabola
Dato un segmento di parabola delimitato dalla secante AC, si inscrive un primo triangolo massimo ABC.
Nei 2 segmenti di parabola AB e BC si inscrivono altri 2 triangoli ADB e BEC.
Si prosegue nello stesso modo per i 4 segmenti di parabola AD, DB, BE e EC formando i triangoli AFD, DGB, BHE e EIC.
Sfruttando le proprietà della parabola si dimostra che l'area del triangolo ABC è pari a 4 volte l'area di ADB + BEC e che:
{\displaystyle ADB+BEC=4(AFD+DGB+BHE+EIC)}
Ogni passaggio aggiunge all'area del triangolo 1/4 dell'area del precedente.
A questo punto basta mostrare che il poligono che si costruisce in questo modo approssima effettivamente il segmento di parabola e che la somma della serie delle aree dei triangoli è uguale a 4/3 del primo triangolo.

#### Sull'equilibrio dei piani ovvero: sui centri di gravità dei piani
Sull'equilibrio dei piani ovvero: sui centri di gravità dei piani, opera in due libri, è il primo trattato di statica a noi pervenuto. Archimede vi enuncia un insieme di postulati su cui basa la nuova scienza e dimostra la legge della leva. I postulati definiscono anche, implicitamente, il concetto di baricentro, la cui posizione viene determinata nel caso di diverse figure geometriche piane.

#### Sulle spirali
Ne Sulle spirali, che è tra le sue opere principali, Archimede definisce con un metodo cinematico ciò che oggi è chiamata spirale di Archimede e ottiene due risultati di grande importanza. In primo luogo calcola l'area del primo giro della spirale, con un metodo che anticipa l'integrazione di Riemann. Riesce poi a calcolare in ogni punto della curva la direzione della tangente, anticipando metodi che saranno impiegati nella geometria differenziale. Definizione di Archimede della spirale: una retta che ha un'estremità fissata ruota uniformemente; su di essa si muove di moto uniforme un punto: la curva descritta da questo punto sarà la spirale.

#### Della sfera e del cilindro
I principali risultati di Della sfera e del cilindro, opera in due libri, sono che l'area della superficie della sfera è quattro volte l'area del suo cerchio massimo e che il volume della sfera è due terzi del volume del cilindro circoscritto.
Secondo una tradizione trasmessa da Plutarco e Cicerone, Archimede era così fiero di quest'ultimo risultato che volle fosse posta sulla sommità della sua tomba una sfera con un cilindro.

#### Sui conoidi e sferoidi
Nell'opera Sui conoidi e sferoidi Archimede definisce ellissoidi, paraboloidi e iperboloidi di rotazione, ne considera segmenti ottenuti sezionando tali figure con piani e ne calcola i volumi.

#### Sui corpi galleggianti

Il principio di Archimede sul galleggiamento dei corpi

Sui corpi galleggianti è una delle principali opere di Archimede: con essa viene fondata la scienza dell'idrostatica. Nel primo dei due libri dell'opera si enuncia un postulato dal quale viene dedotto come teorema quello che oggi è impropriamente chiamato il principio di Archimede. Oltre a calcolare le posizioni di equilibrio statico dei galleggianti, si dimostra che in condizioni di equilibrio l'acqua degli oceani assume una forma sferica. Sin dall'epoca di Parmenide gli astronomi greci sapevano che la Terra avesse forma sferica, ma qui per la prima volta essa viene dedotta da principi fisici.
Il secondo libro studia la stabilità dell'equilibrio di segmenti di paraboloide galleggianti. Il problema era stato scelto per l'interesse delle sue applicazioni alla tecnologia navale, ma la soluzione ha anche un grande interesse matematico. Archimede studia la stabilità al variare di due parametri, un parametro di forma e la densità e determina valori di soglia di entrambi i parametri che separano le configurazioni stabili da quelli instabili. Per E.J. Dijksterhuis si tratta di risultati "decisamente al di là del confine della matematica classica".

#### Arenario
(Incipit dell'Arenario)
Nell'Arenario (vedi in fondo link per la traduzione italiana), indirizzato a Gelone II, Archimede si propone di determinare il numero di granelli di sabbia che potrebbero riempire la sfera delle stelle fisse. Il problema nasce dal sistema greco di numerazione, che non permette di esprimere numeri così grandi. L'opera, pur essendo la più semplice dal punto di vista delle tecniche matematiche tra quelle di Archimede, ha vari motivi di interesse. Innanzitutto vi s'introduce un nuovo sistema numerico, che virtualmente permette di generare numeri comunque grandi. Il più grande numero nominato è quello che oggi si scrive 108•1016. Il contesto astronomico giustifica poi due importanti digressioni. La prima riferisce la teoria eliocentrica di Aristarco ed è la principale fonte sull'argomento; la seconda descrive un'accurata misura della grandezza apparente del Sole, fornendo una rara illustrazione dell'antico metodo sperimentale. Va tuttavia notato che la contestazione delle tesi eliocentriche aristarchee è soprattutto geometrica, non astronomica, perché pure assumendo di fatto che il cosmo sia una sfera con la Terra al centro, Archimede precisa che il centro della sfera non possiede grandezza e non può avere alcun rapporto con la superficie; libro I, cap. 6.

#### 1° postulato sull'equilibrio della leva fatto da Archimede
Dal punto di vista scientifico, le dimostrazioni proposte da Archimede sulle leve, sono alquanto innovative. Infatti, lo scienziato siracusano adotta un metodo rigorosamente deduttivo basato sulla meccanica dell'equilibrio dei corpi solidi. Per farlo dimostra le sue tesi e i suoi concetti di equilibrio e baricentro per mezzo della teoria delle proporzioni e con termini geometrici. Da questi studi venne postulata la 1º legge sull'equilibrio della leva:

#### Principio di leva
(in Pappi Alexandrini Collectionis, a cura di Friedrich Hultsch, Berlino, 1878, vol. III, Liber Octavus, Problema VI, Propositio X, p. 1061)

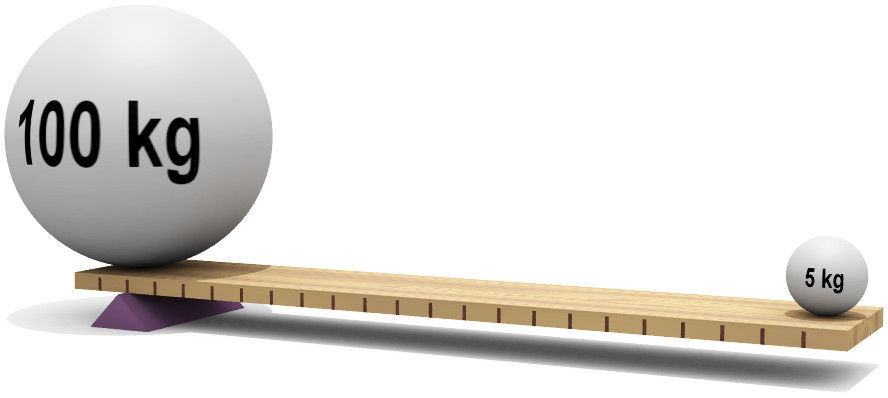
Il disegno illustra il principio della leva

Partendo dall'idea di una bilancia, composta da un segmento e da un fulcro, cui sono appesi due corpi in equilibrio, si può affermare che il peso dei due corpi è direttamente proporzionale all'area e al volume dei corpi stessi. Secondo la leggenda Archimede avrebbe detto: "Datemi una leva e vi solleverò il mondo" dopo aver scoperto la seconda legge sulle leve. Utilizzando leve vantaggiose, infatti, è possibile sollevare carichi pesanti con una piccola forza d'applicazione, secondo la legge:
{\displaystyle P:R=b_{R}:b_{P}}
dove {\displaystyle P} è la potenza e {\displaystyle R} la resistenza, mentre {\displaystyle b_{P}} e {\displaystyle b_{R}} sono i rispettivi bracci d'azione.

#### Il metodo
Il breve lavoro Il metodo sui problemi meccanici, perduto almeno dal Medioevo, fu letto per la prima volta nel famoso palinsesto trovato da Heiberg nel 1906, poi di nuovo perduto, probabilmente trafugato da un monaco nel corso di un trasferimento di manoscritti e ritrovato nel 1998. Esso consente di penetrare nei procedimenti usati da Archimede nelle sue ricerche. Rivolgendosi a Eratostene, spiega di usare due metodi nel suo lavoro.
(Estratto della lettera di Archimede a Eratostene)
Una volta individuato il risultato, per dimostrarlo formalmente usava quello che poi fu chiamato metodo di esaustione, del quale si hanno molti esempi in altre sue opere. Tale metodo non forniva però una chiave per individuare i risultati. A tale scopo Archimede si serviva di un "metodo meccanico", basato sulla sua statica e sull'idea di dividere le figure in un numero infinito di parti infinitesime. Archimede considerava questo metodo non rigoroso ma, a vantaggio degli altri matematici, fornisce esempi del suo valore euristico nel trovare aree e volumi; ad esempio, il metodo meccanico è usato per individuare l'area di un segmento di parabola.
Il metodo possiede anche delle connotazioni filosofiche in quanto si pone il problema di considerare, come un vincolo necessario, l'applicazione della matematica alla fisica. Archimede utilizzava l'intuito per ottenere risultati meccanici immediati e innovativi, che poi però si impegnava nel dimostrare rigorosamente da un punto di vista geometrico.

### Frammenti e testimonianze su opere perdute

#### Stomachion

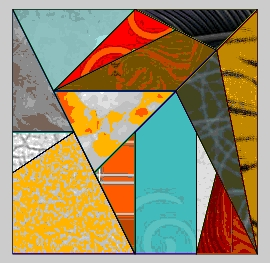
Stomachion è un puzzle a dissezione contenuto nel Palinsesto di Archimede

Lo stomachion è un puzzle greco simile al tangram, a cui Archimede dedicò un'opera di cui restano due frammenti, uno in traduzione araba, l'altro contenuto nel Palinsesto di Archimede. Analisi effettuate nei primi anni duemila hanno permesso di leggerne nuove porzioni, che chiariscono che Archimede si proponeva di determinare in quanti modi le figure componenti potevano essere assemblate nella forma di un quadrato. È un difficile problema nel quale gli aspetti combinatori s'intrecciano con quelli geometrici.

#### Il problema dei buoi
Il problema dei buoi è costituito da due manoscritti che presentano un epigramma nel quale Archimede sfida i matematici alessandrini a calcolare il numero di buoi e vacche degli Armenti del Sole risolvendo un sistema di otto equazioni lineari con due condizioni quadratiche. Si tratta di un problema diofanteo espresso in termini semplici, ma la sua soluzione più piccola è costituita da numeri con 206 545 cifre.
La questione è stata affrontata sotto un diverso punto di vista nel 1975 da Keith G. Calkins, ripreso successivamente nel 2004 da Umberto Bartocci e Maria Cristina Vipera, due matematici dell'Università di Perugia. Si fa l'ipotesi che un "piccolo" errore di traduzione del testo del problema abbia reso "impossibile" (alcuni sostengono che tale era l'intenzione di Archimede) un quesito che, formulato in maniera leggermente diversa, sarebbe stato invece affrontabile con i metodi della matematica del tempo.
Secondo Calogero Savarino, non di un errore di traduzione del testo si tratterebbe, bensì di una cattiva interpretazione, o di una combinazione delle due possibilità.

#### Libro dei lemmi
Il Libro dei lemmi è pervenuto attraverso un testo arabo corrotto. Esso contiene una serie di lemmi geometrici il cui interesse è menomato dall'ignoranza odierna del contesto in cui erano usati.

#### Catottrica
Archimede aveva scritto Catottrica, un trattato, di cui si hanno informazioni indirette, sulla riflessione della luce. Apuleio sostiene che era un'opera voluminosa che trattava, tra l'altro, dell'ingrandimento ottenuto con specchi curvi, di specchi ustori e dell'arcobaleno. Secondo Olimpiodoro il Giovane vi era studiato anche il fenomeno della rifrazione. Uno scolio alla Catottrica pseudo-euclidea attribuisce ad Archimede la deduzione delle leggi della riflessione dal principio di reversibilità del cammino ottico; è logico pensare che in quest'opera vi fosse anche questo risultato.

#### Poliedri semiregolari

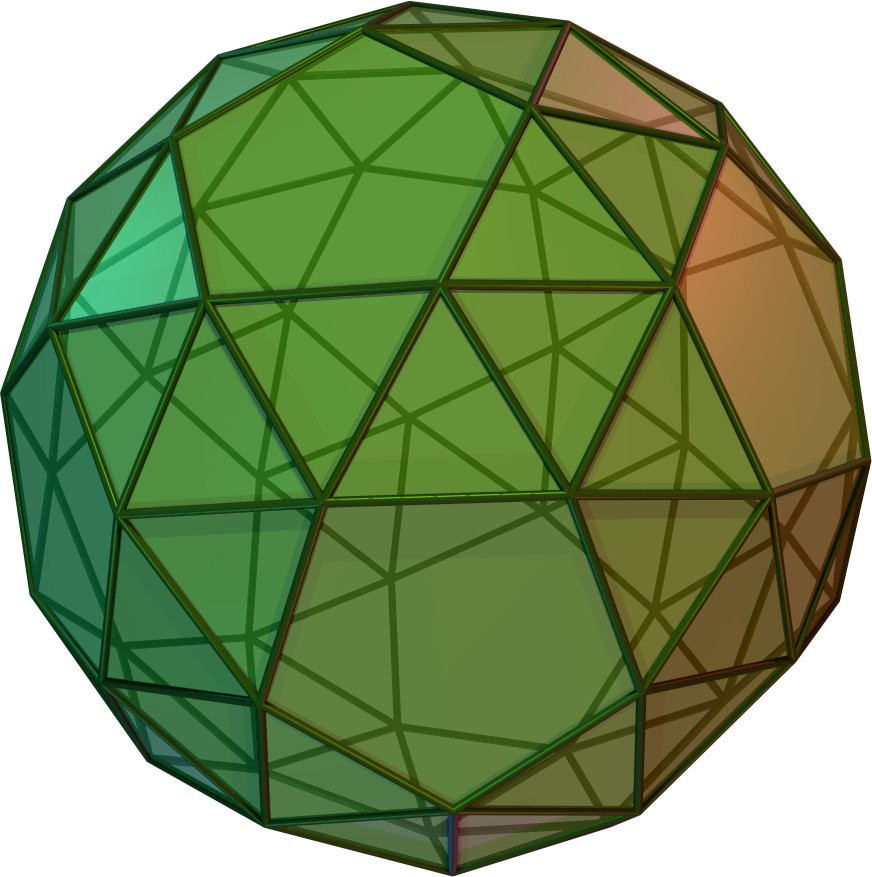
Un poliedro archimedeo, il dodecaedro camuso

In un'opera perduta, di cui fornisce informazioni Pappo, Archimede aveva descritto la costruzione di tredici poliedri semiregolari, che ancora sono detti poliedri archimedei (nella terminologia moderna i poliedri archimedei sono quindici poiché vi s'includono anche due poliedri che Archimede non aveva considerato, quelli chiamati impropriamente prisma archimedeo e antiprisma archimedeo).

#### Formula di Erone
La formula di Erone, che esprime l'area di un triangolo a partire dai lati, è così chiamata perché è contenuta nei Metrica di Erone di Alessandria, ma secondo la testimonianza di Al-Biruni il vero autore sarebbe Archimede, che l'avrebbe esposta in un'altra opera perduta. La dimostrazione trasmessa da Erone è particolarmente interessante perché un quadrato vi viene elevato al quadrato, un procedimento strano nella matematica greca, in quanto l'ente ottenuto non è rappresentabile nello spazio tridimensionale.

#### IlLibro di Archimede
Thābit ibn Qurra presenta come Libro di Archimede un testo in lingua araba tradotto da J. Tropfke. Tra i teoremi contenuti in quest'opera appare la costruzione di un ettagono regolare, un problema non risolubile con riga e compasso.

#### Altre opere
Un passo di Ipparco in cui si citano determinazioni dei solstizi compiute da Archimede, trasmesso da Tolomeo, fa pensare che egli avesse scritto anche opere di astronomia. Pappo, Erone di Alessandria e Simplicio gli attribuiscono vari trattati di meccanica e diversi titoli di opere di geometria sono trasmessi da autori arabi. Il libro sulla costruzione di un orologio ad acqua meccanico, preservato solo in traduzione araba e attribuito allo pseudo-Archimede, è in realtà probabilmente opera di Filone di Bisanzio.

## Il Palinsesto di Archimede

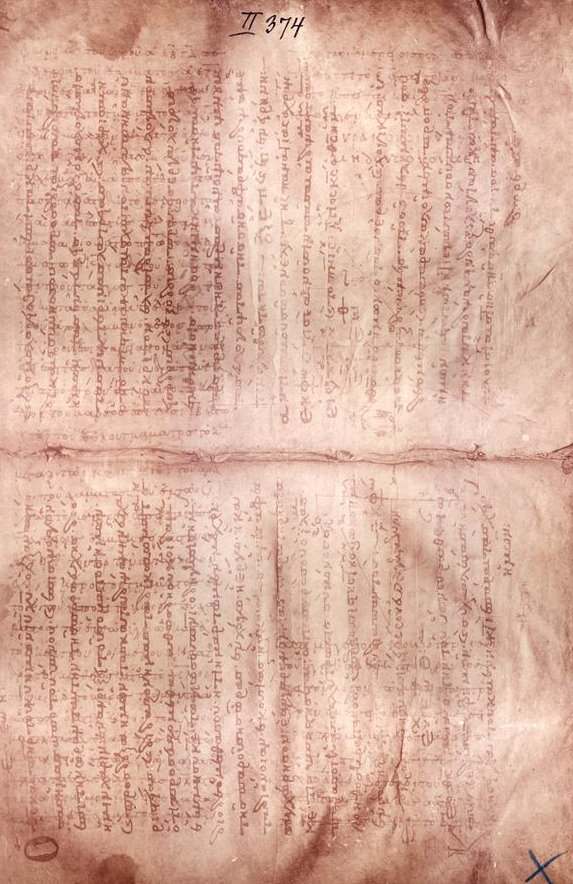
Una pagina distesa del Palinsesto di Archimede. Il manoscritto di Archimede è visibile come un testo più tenue scritto dall'alto in basso; il testo del libro di preghiere è visibile sovrascritto perpendicolarmente su due pagine separate dalla cucitura alla piega centrale.

Il Palinsesto di Archimede è un codice pergamenaceo medioevale, contenente nella scrittura sottostante alcune opere dello scienziato siracusano. Nel 1906, il professore danese Johan Ludvig Heiberg esaminando a Costantinopoli 177 fogli di pergamena di pelle di capra, contenenti preghiere del XIII secolo (il palinsesto), scoprì che vi erano in precedenza degli scritti di Archimede. Secondo una pratica molto diffusa all'epoca, a causa del costo elevato della pergamena, dei fogli già scritti furono raschiati per riscriverci sopra altri testi, riutilizzando il supporto. Si conosce il nome dell'autore dello scempio: Johannes Myronas, che finì la riscrittura delle preghiere il 14 aprile del 1229. Il palinsesto trascorse centinaia di anni in una biblioteca del monastero di Costantinopoli prima di essere trafugato e venduto a un collezionista privato nel 1920. Il 29 ottobre 1998 è stato venduto all'asta da Christie's a New York a un acquirente anonimo per due milioni di dollari.
Il codice contiene sette trattati di Archimede, tra cui l'unica copia superstite in greco (bizantino) di Sui corpi galleggianti e l'unica del Metodo dei teoremi meccanici, nominato nella Suida, che si riteneva fosse andato perduto per sempre. Anche lo Stomachion è stato identificato nelle pagine, con un'analisi più precisa. Il palinsesto è stato studiato presso il Walters Art Museum di Baltimora, nel Maryland, dove è stato sottoposto a una serie di test moderni, compreso l'uso di raggi ultravioletti e raggi X per poterne leggere il testo sottostante. Al termine del lavoro Reviel Netz, William Noel, Natalie Tchernetska e Nigel Wilson pubblicarono The Archimedes Palimpsest (2011) in due volumi: il primo volume è prevalentemente codicologico, descrivendo i manoscritti, le loro vicende, le tecniche usate nel recupero e la presentazione dei testi; il secondo volume contiene, a pagine affiancate, la pagina distesa fotografata del codice con la trascrizione del testo greco e la traduzione inglese. Le pagine del palinsesto sono disponibili in rete come immagini fotografiche, ma di quasi impossibile lettura.
I trattati di Archimede contenuti nel Palinsesto sono: Sull'equilibrio dei piani, Sulle spirali, Misura di un cerchio, Sulla sfera e sul cilindro, Sui corpi galleggianti, Metodo dei teoremi meccanici e Stomachion. Il palinsesto contiene ancora due orazioni di Iperide (Contro Dionda e Contro Timandro), un commento alle Categorie di Aristotele (probabilmente una parte del commento Ad Gedalium di Porfirio) e, di autori ignoti, una Vita di san Pantaleone, due altri testi e un Menaion, un testo della chiesa orientale per festività non dipendenti dalla Pasqua.

## La tradizione delcorpusarchimedeo

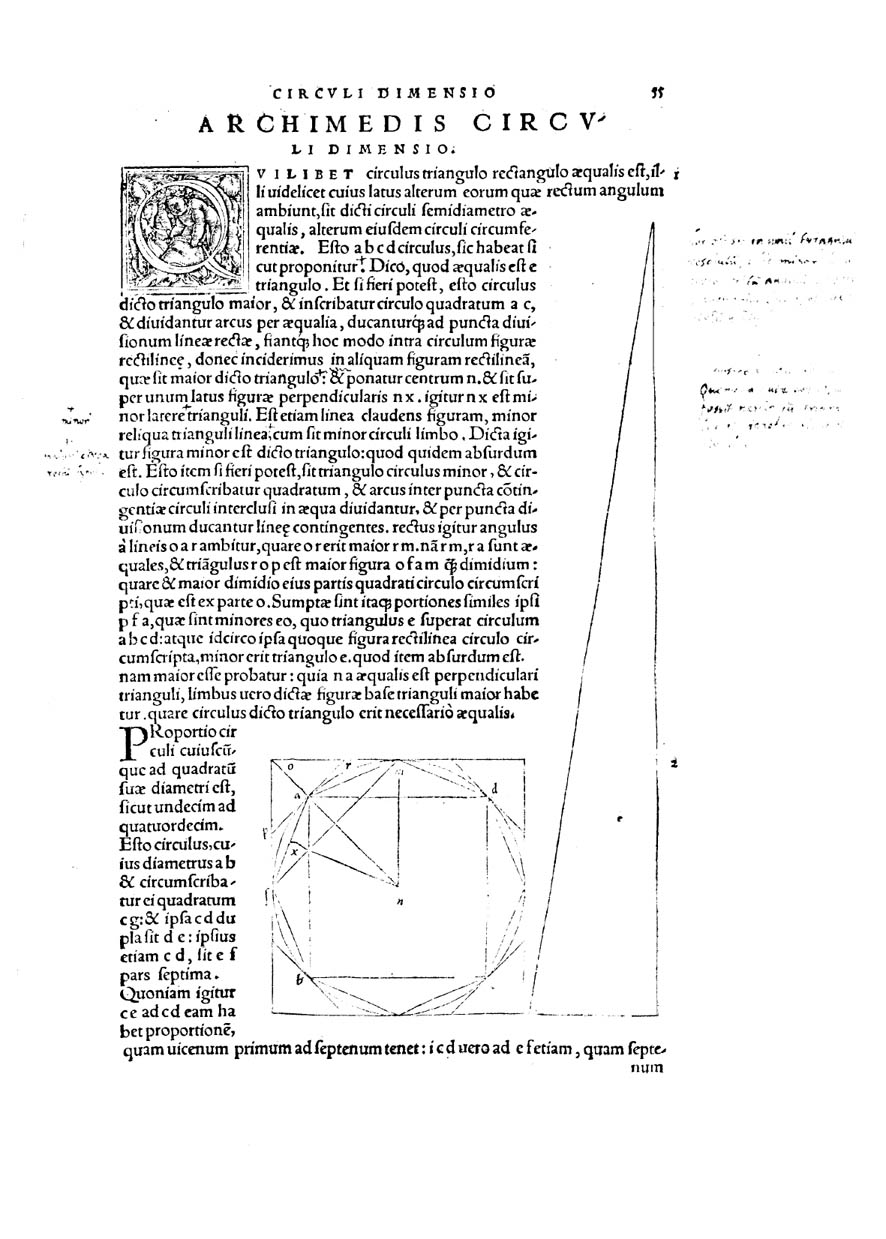
Inizio del Circuli dimensio

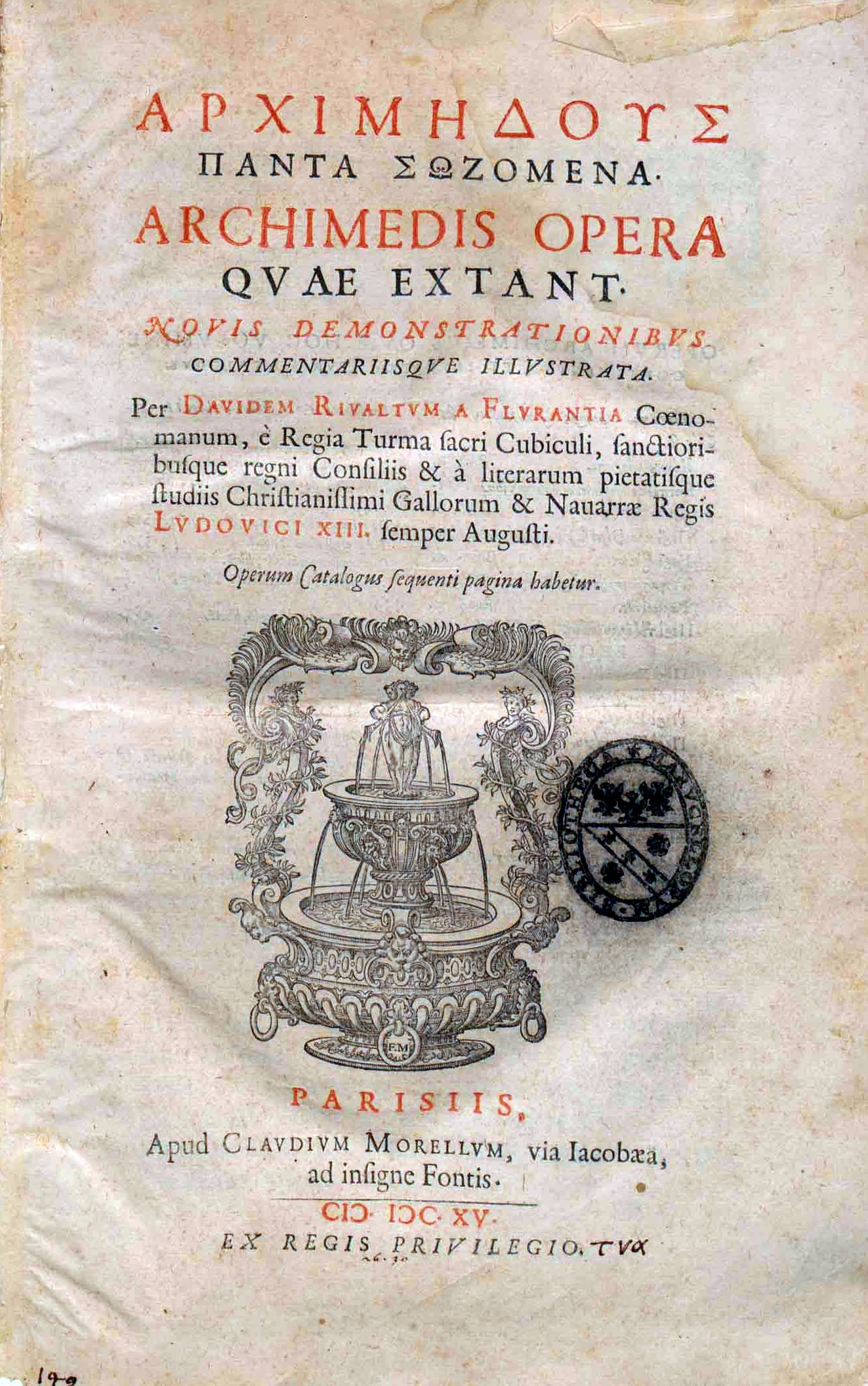
Opere di Archimede (Archimedous Panta Sozomena), Parigi, 1615

In effetti l'avvincente storia del palinsesto è solo uno degli aspetti della tradizione del corpus delle opere di Archimede, ovvero del processo attraverso il quale le sue opere sono giunte fino a noi.
Bisogna cominciare con l'osservare che già nell'Antichità i suoi testi più avanzati non godettero di grande considerazione, al punto che Eutocio (VI sec. d.C.) sembra non conoscere né la Quadratura della parabola né le Spirali. All'epoca di Eutocio infatti pare fossero in circolazione solo i due libri del Sulla sfera e il cilindro, la Misura del cerchio e i due libri dell'Equilibrio dei piani. In effetti gli Arabi non sembrano aver conosciuto molto di più o di diverso dell'opera di Archimede, tanto che nel Medioevo latino l'unico testo archimedeo in circolazione saranno varie versioni della Misura del cerchio tradotte dall'arabo.
Diversa la situazione nel mondo greco: nel IX secolo, per opera di Leone il matematico vengono allestiti a Costantinopoli almeno tre codici contenenti opere di Archimede: il codice A, il codice ฿ (b 'gotico') e il codice C, quello destinato poi a divenire un palinsesto nell'XI secolo. A e ฿ si trovavano nella seconda metà del XIII secolo nella biblioteca della corte papale di Viterbo: Guglielmo di Moerbeke li utilizzò per la sua traduzione dell'opera di Archimede eseguita nel 1269. La traduzione di Guglielmo è oggi conservata nel ms. Ottob. Lat. 1850 della Biblioteca vaticana dove fu scoperta da Valentin Rose nel 1882. Il codice ฿ (che era il solo, oltre al codice C a contenere il testo greco dei Galleggianti) andò perduto dopo il 1311. Diversa sorte ebbe il codice A: nel corso del Quattrocento finì prima in possesso del cardinale Bessarione che ne fece trarre una copia, oggi conservata alla Biblioteca nazionale Marciana di Venezia; poi dell'umanista piacentino Giorgio Valla che pubblicò alcuni brevi excerpta del commento di Eutocio nella sua enciclopedia De expetendis et fugiendis rebus opus, pubblicata postuma a Venezia nel 1501. Copiato varie altre volte, il codice A finì in possesso del cardinale Rodolfo Pio; venduto alla sua morte (1564) non è più stato rintracciato.
Tuttavia, le numerose copie che di esso restano (e in particolare il ms. Laurenziano XXVIII,4, fatto copiare da Agnolo Poliziano per Lorenzo de' Medici con assoluta fedeltà all'antico modello del IX secolo) hanno permesso al grande filologo danese Johan Ludvig Heiberg di ricostruire questo importante codice perduto (l'edizione definitiva di Heiberg del corpus è del 1910–15).
Un discorso a parte merita la traduzione eseguita a metà del Quattrocento da Iacopo da San Cassiano. Sulla scia di Heiberg, fin qui si riteneva che Iacopo avesse tradotto utilizzando il codice A. Più recenti studi hanno invece dimostrato che Iacopo si servì di un modello indipendente da A. La sua traduzione viene così a costituire un quarto ramo della tradizione archimedea, insieme con A, ฿, e il palinsesto C.

## Il ruolo di Archimede nella storia della scienza

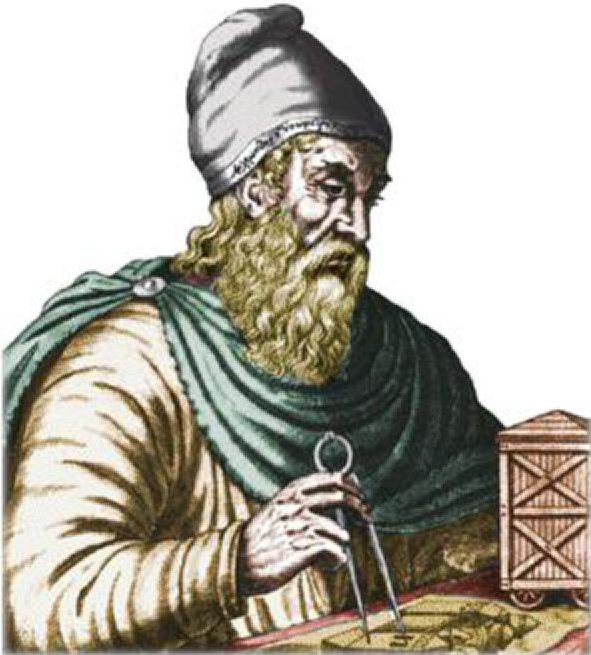
Ritratto ideale di Archimede

L'opera di Archimede rappresenta uno dei punti massimi dello sviluppo della scienza nell'antichità. In essa, la capacità di individuare insiemi di postulati utili a fondare nuove teorie si unisce con la potenza e originalità degli strumenti matematici introdotti, con un interesse maggiore verso i fondamenti della scienza e della matematica. Plutarco racconta infatti che Archimede fu convinto dal re Gerone a dedicarsi agli aspetti più applicativi e a costruire macchine, di carattere principalmente bellico, per aiutare più concretamente lo sviluppo e la sicurezza della società. Archimede si dedicò alla matematica, alla fisica e all'ingegneria, in un'epoca in cui le divisioni fra queste discipline non erano nette come oggi, ma in cui comunque, secondo la filosofia platonica, la matematica doveva avere un carattere astratto e non applicativo come nelle sue invenzioni. I lavori di Archimede costituirono quindi per la prima volta una importante applicazione delle leggi della geometria alla fisica, in particolare alla statica e all'idrostatica.
Nell'antichità Archimede e le sue invenzioni furono descritte con meraviglia e stupore dagli autori classici greci e latini, come Cicerone, Plutarco e Lucio Anneo Seneca. Grazie a questi racconti nel tardo Medioevo e all'inizio dell'era moderna, un grande interesse mosse la ricerca e il recupero delle opere di Archimede, trasmesse e talvolta perdute durante il medioevo per via manoscritta. La cultura romana rimase quindi impressionata per lo più dalle macchine di Archimede piuttosto che dai suoi studi matematici e geometrici, al punto che lo storico della matematica Carl Boyer si spinse ad affermare in modo più che pungente che la scoperta della tomba di Archimede da parte di Cicerone è stato il maggior contributo, forse l'unico, dato alla matematica dal mondo romano.
Piero della Francesca, Simone Stevino, Galileo Galilei, Giovanni Keplero e altri fino ad Isaac Newton, studiarono, ripresero ed estesero in maniera sistematica gli studi scientifici di Archimede, in particolare riguardo al calcolo infinitesimale.
L'introduzione del moderno metodo scientifico di studio e verifica dei risultati ottenuti fu ispirato da Galileo al metodo con cui Archimede portava avanti e dimostrava le sue intuizioni. Inoltre lo scienziato pisano trovò il modo di applicare i metodi geometrici simili a quelli di Archimede per descrivere il moto accelerato di caduta dei corpi, riuscendo finalmente a superare la descrizione della fisica dei soli corpi statici sviluppata dalla scienziato siracusano. Galileo stesso nei suoi scritti definiva Archimede "il mio maestro", tanta era la venerazione per i suoi lavori e il suo lascito.
Lo studio delle opere di Archimede, impegnò perciò a lungo gli studiosi della prima età moderna e costituì un importante stimolo allo sviluppo della scienza come è intesa oggi. L'influenza di Archimede negli ultimi secoli (ad esempio quella sullo sviluppo di un'analisi matematica rigorosa) è oggetto di valutazioni discordi da parte degli studiosi.

## In onore di Archimede

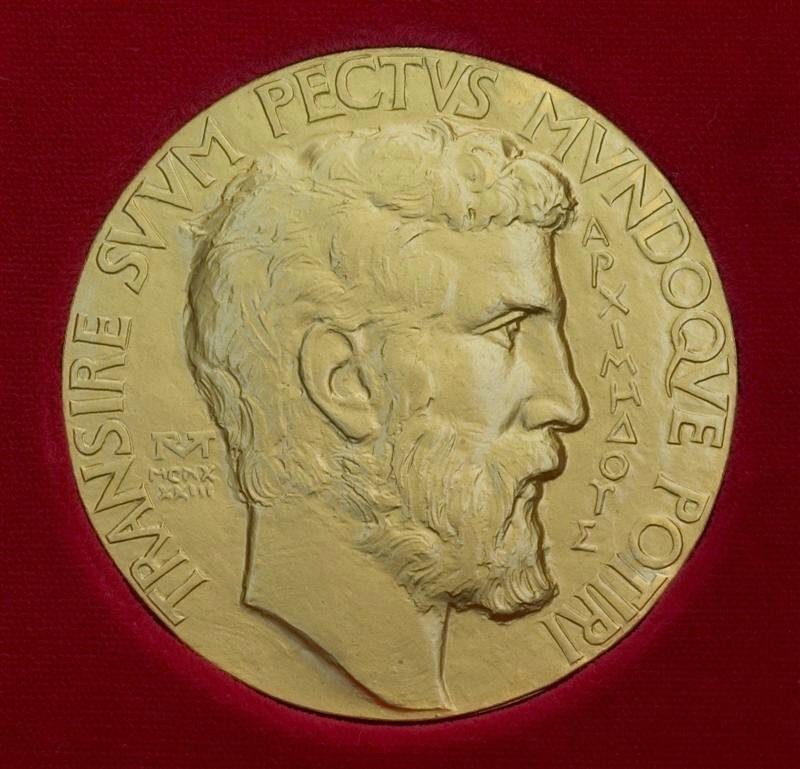
La medaglia Fields

### Arte
Nel celebre affresco di Raffaello Sanzio, La scuola di Atene, Archimede viene disegnato intento a studiare la geometria. Le sue sembianze sono di Donato Bramante.
Il poeta tedesco Schiller ha scritto la poesia Archimede e il giovinetto.

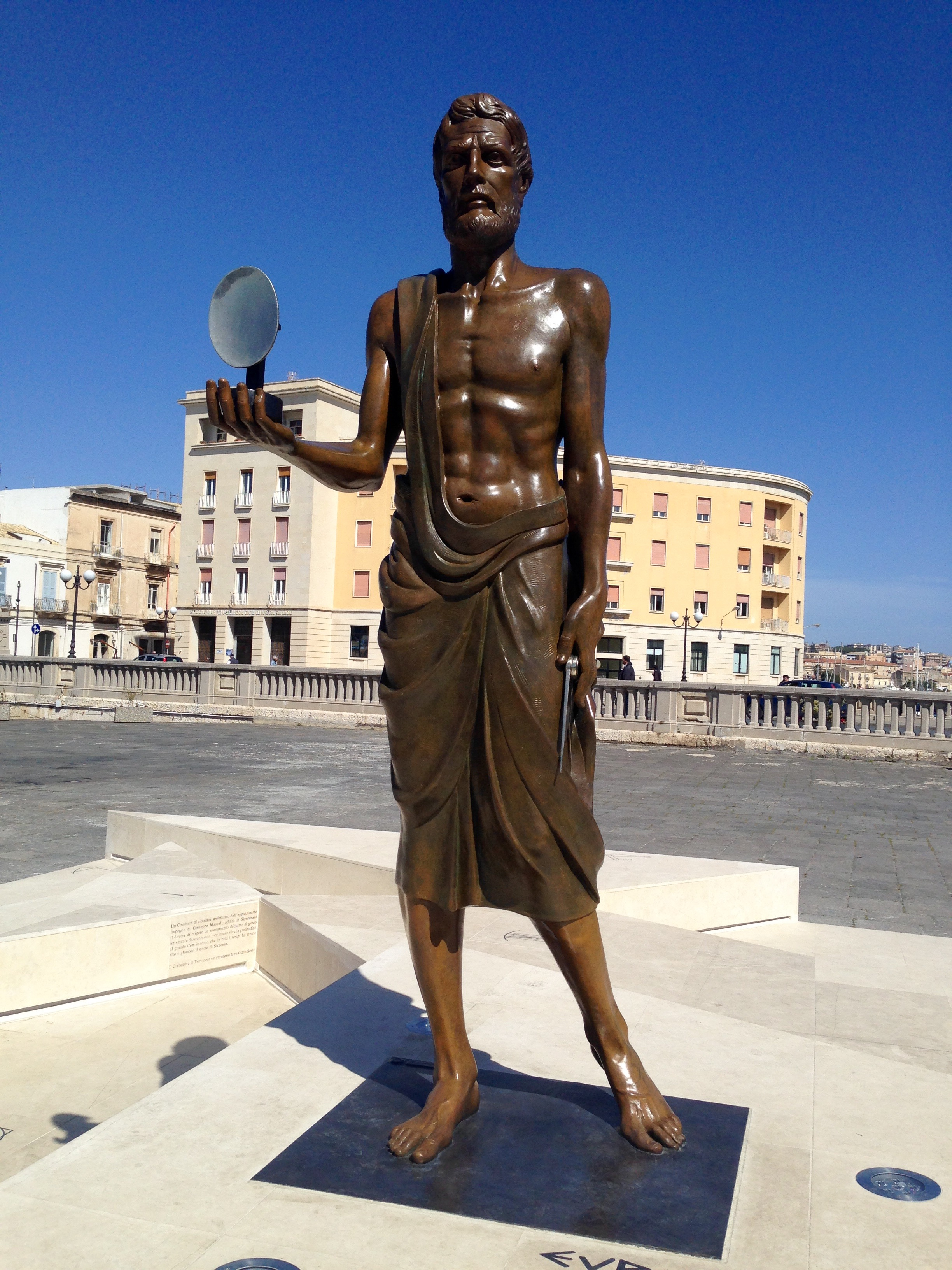
Statua di Archimede a Siracusa

L'effigie di Archimede compare anche su francobolli emessi dalla Germania dell'Est (1973), dalla Grecia (1983), dall'Italia (1983), dal Nicaragua (1971), da San Marino (1982) e dalla Spagna (1963).
Il gruppo rock progressivo italiano, Premiata Forneria Marconi all'interno dell'album Stati di immaginazione ha dedicato l'ultimo brano allo scienziato col titolo Visioni di Archimede nel cui video si ripercorrono la vita e le sue invenzioni.
Archimede è il protagonista del romanzo Il matematico che sfidò Roma di Francesco Grasso (Edizioni 0111, Varese, 2014).

### Scienza
Il 14 marzo si festeggia in tutto il mondo il pi greco day, in quanto nei paesi anglosassoni corrisponde al 3/14. In quel giorno vengono organizzati concorsi di matematica e ricordati anche i contributi di Archimede, che di pi greco dette la prima stima accurata. In onore di Archimede sono stati nominati sia il cratere lunare Archimede sia l'asteroide 3600 Archimede.
Nella medaglia Fields, massima onorificenza per matematici, vi è nel verso della medaglia il ritratto di Archimede con iscritta una frase a lui attribuita: Transire suum pectus mundoque potiri, una cui traduzione può essere la seguente: "Elevarsi al di sopra di sé stessi e conquistare il mondo".

### Tecnologia
È stata progettata e costruita in Sicilia la Archimede solar car 1.0, un'automobile a propulsione solare.
È stato realizzato il Progetto Archimede, una centrale solare presso Priolo Gargallo che utilizza una serie di specchi per produrre energia elettrica.

### Musei e monumenti
A Siracusa è stata eretta una statua di Pietro Marchese in onore dello scienziato e il Tecnoparco Archimede, un'area in cui sono state riprodotte le invenzioni.
Un'altra statua di Archimede è al Treptower Park di Berlino.
Ad Archea Olympia in Grecia c'è un Museo dedicato ad Archimede.

## Nella cultura di massa
Nel film Indiana Jones e il quadrante del destino, Indiana Jones, mediante l'utilizzo di un meccanismo realizzato da Archimede (la Macchina di Anticitera), viaggia indietro nel tempo attraverso un varco temporale, ritrovandosi nel bel mezzo dell'assedio di Siracusa e incontrando Archimede stesso.
Nella serie di fumetti Disney di Topolino esiste il personaggio di Archimede Pitagorico, chiaramente ispirato al noto scienziato.

### Fonti antiche
- Plutarco, Vita di Marcello.
- Apuleio, Apologia.
- Ateneo di Naucrati, Deipnosophistai.
- Galeno, De temperamentis.
- Diodoro Siculo, Bibliotheca historica.
- Marco Tullio Cicerone, De natura deorum.
- Marco Tullio Cicerone, De re publica.
- Marco Tullio Cicerone, Tusculanae disputationes.
- Tito Livio, Ab Urbe condita libri.
- (LA) Tito Livio, Periochae, vol. 21-30.
- Claudio Tolomeo, Almagesto.
- Pappo di Alessandria, Collectio.

### Edizioni moderne delle opere
- (LA) Archimede, Opera, quae quidem extant, omnia, Basileae, Ioannes Heruagius excudi fecit, 1544.
- Archimede, [Opere], Parisiis, apud Claudium Morellum, via Iacobaea, ad insigne Fontis, 1615.
- (GRC, LA) Heiberg J. L. (a cura di), Archimedis opera omnia cum commentariis Eutocii, 3 volumi, Leipzig, Teubner, 1910-15. Ristampato a Stuttgart, 1972. ISBN non esistente
- Tropfke J., Die Siebenckabhandlung des Archimedes, I, Osiris, 1936,  pp. 636-651. ISBN non esistente
- (GRC, FR) Mugler Charles (a cura di), Archimède, 4 volumi, Parigi, Les Belles Lettres, 1972. ISBN non esistente
- Archimede, Opere, Torino, UTET, 1974. ISBN non esistente
- Hill, D. R., On the Construction of Water Clocks: Kitab Arshimidas fi'amal al-binkamat, Londra, Turner & Devereux, 1976. ISBN non esistente
- d'Alessandro, P. e Napolitani, P.D., Archimede Latino. Iacopo da San Cassiano e il corpus archimedeo alla metà del Quattrocento. Con edizione della Circuli dimensio e della Quadratura parabolae, Parigi, Les Belles Lettres, 2012, ISBN 978-2-251-22001-7.
- Archimede, Metodo. Nel laboratorio di un Genio, a cura di Marialia Guardini, Fabio Acerbi e Claudio Fontanari, Torino, Bollati Boringhieri, 2013, ISBN 978-88-339-2475-5.

### Letteratura secondaria
- (LA) Jacques Lefèvre d'Étaples, Meteorologia Aristotelis, Schumann, 1516. ISBN non esistente
- (EN)  Clagett M., Archimedes in the Middle Ages, I, University of Wisconsin Press, Madison 1964; II-III-IV, American Philosophical Society, Philadelphia 1976, 1978, 1980, 1984. ISBN 978-0-87169-117-0
- Dijksterhuis Eduard, Archimede, Firenze, Ponte alle Grazie, 1989, ISBN 978-88-7928-168-3.
- Dollo Corrado (a cura di), Archimede. Mito, Tradizione, Scienza, Firenze, Olschki, 1992, ISBN 978-88-222-3952-5.
- Favaro Antonio, Archimede, Roma, A. F. Formiggini Editore, 1923 (archiviato dall'url originale il 9 maggio 2007). ISBN non esistente
- Geymonat Mario, Il grande Archimede, Roma, Sandro Teti Editore, 2008, ISBN 978-88-88249-23-0.
- (EN) Knorr W. R., Textual Studies in Ancient and Medieval Geometry, Boston, Birkhäuser, 1989, ISBN 978-0-8176-3387-5.
- Napolitani Pier Daniele, Archimede: alle radici della scienza moderna - collana "I grandi della scienza", in Le Scienze, IV, n. 22, ottobre 2001.
- Pastore Giovanni, Il planetario di Archimede ritrovato, 2010, Roma, ISBN 978-88-904715-2-0.
- Vacca Giovanni, Archimede - Enciclopedia Biografica Universale, Roma, Istituto dell'Enciclopedia italiana, 2006,  pp. 664-679. ISBN non esistente
- Carl Benjamin Boyer, Storia della matematica, Mondadori, 1990, ISBN 978-88-04-33431-6.
- Lucio Russo, La rivoluzione dimenticata, VII edizione, Milano, Feltrinelli, 2013, ISBN 978-88-07-88323-1.
- (EN) Paul Hoffman, Archimedes' Revenge: The Joys and Perils of Mathematics, Fawcett Colombine, 1997, ISBN 978-0-449-00089-2.
- Σ.Α. Παϊπέτης - M. Ceccarelli (eds.), «The Genius of Archimedes». 23 Centuries of Influence on the Fields of Mathematics, Science, and Engineering. Proceedings of the International Symposium (Syracuse, 8-10/6/2010), Dordrecht, 2010.
- Migliorato Renato, Archimede. Alle radici della modernità tra storia scienza e mito, Dipartimento di matematica Università di Messina, 2013, ebook scaricabile  qui (archiviato dall'url originale il 4 febbraio 2014).
- Lucio Russo, Archimede, Un grande scienziato antico, Roma, Carocci, 2019, ISBN 978-88-430-9826-2.